# Svobodův jasan
Svobodův jasan je památný strom rostoucí v Liberci, krajském městě na severu České republiky.

## Poloha a historie
Strom roste v západních partiích města, v místní části Františkov, na zahradě domu číslo popisné 19 v Uralské ulici. Severně od Svobodova jasanu teče Františkovský potok a za ním se nachází Švermova ulice. Za památný byl strom prohlášen na základě usnesení magistrátu města Liberce, který 8. července 2011 vydal rozhodnutí, jež nabylo právní účinnosti dne 29. července téhož roku.

## Popis
Památný strom je jasan ztepilý (Fraxinus excelsior) a dosahuje výšky 23 metrů. Obvod jeho kmene činí 333 centimetrů. V jeho těsné blízkosti je vyhlášeno ochranné pásmo, a to ve tvaru kruhové výseče s poloměrem 12 metrů měřeno od středu. V místech, kde by toto pásmo zahrnovalo i části pozemků parcelní číslo 365/1 a 366/1 v katastrálním území Františkov u Liberce vede vymezení ochranného pásma po jejich hranici, takže tyto pozemky leží vně ochranného pásma.